# Premi Nacional de Lituània

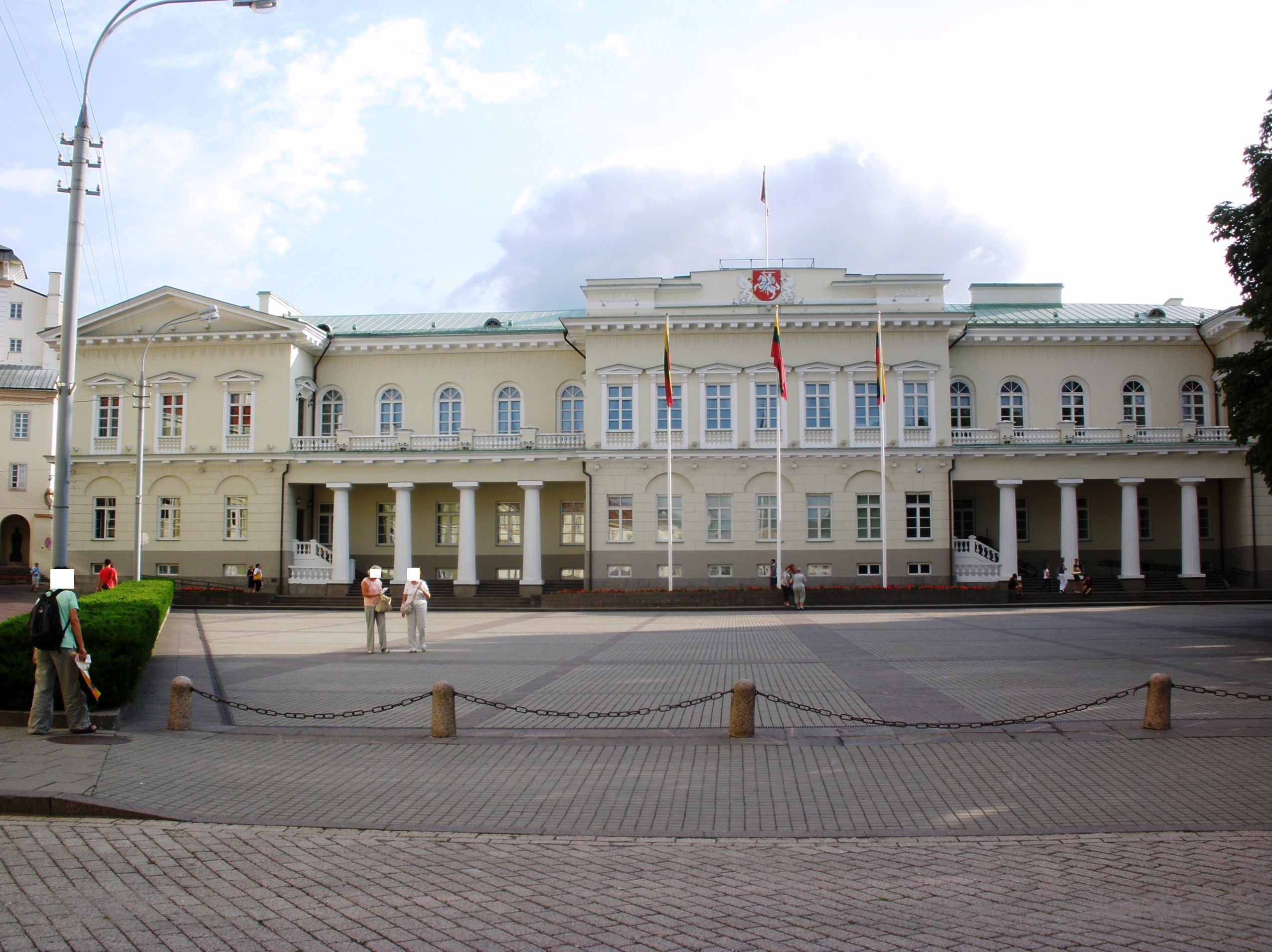
Palau presidencial de Vílnius, lloc oficial del lliurament del Premi Nacional de Lituània.

El Premi Nacional de Lituània (en lituà: Nacionalinė kultūros ir meno premija), va ser establert el 1989, és un premi atorgat pels èxits a la cultura i les arts. S'ha concedit anualment en sis categories des de 2006 –entre 1989 i 2006 hi va haver nou categories–. El premi s'ofereix oficialment el 16 de febrer, quan es presenten als guardonats al Palau presidencial de Vílnius, durant la commemoració de l'aniversari de l'Declaració d'Independència de Lituània de 1918.

## Història
El premi reconeix els recents èxits significatius en els àmbits culturals i obres d'artistes o col·lectius artístics. Els premiats podran ser ciutadans de Lituània o dels membres de la Comunitat Mundial de Lituània.
Quan es va establir per primera vegada el premi, es considerava el treball realitzat durant els últims cinc anys, aquest període es va estendre a set anys a partir de 2008. Les candidatures estan obertes cada any fins al 15 de setembre i els guanyadors s'anuncien el 15 de desembre. Cada "Premi Nacional de Lituània" consta d'una placa commemorativa, un diploma i una beca monetària (circa 104 000 litas). Una única persona només pot rebre el Premi Nacional una vegada.
Els candidats per al premi són nominats per associacions professionals, abans de 2008 les propostes podien ser realitzades pel públic. La selecció es realitza per un comitè especial.
Fins a maig de 2008 hi va haver 156 guanyadors del Premi.